# Anna Göransdotter
Anna Göransdotter, född 8 september 1797 i Norra Skärvången i Föllinge socken i Jämtland, död 26 december 1867 i Oviken (kyrkoskriven i Föllinge församling), var en svensk konsthantverkare. 
Den textila allmogekonsten i äldre tid är oftast anonym och dess konstnärer okända, men ett litet antal av dem är kända från 1800-talet genom muntlig tradition. Bland dem finns Elna Jonsdotter, Brita Carlsdotter Rudolphi, Brita-Kajsa Karlsdotter och Anna Göransdotter. 
Anna Göransdotter föddes i Föllinge socken och var under sitt liv inhyst på olika gårdar i denna socken, bland annat hos sin bror i Skärvången, innan hon avled i Oviken. Hon beskrivs i husförhörsböckerna som "sjuklig", men också "intelligent med goda förståndsgåvor och väl läskunnig". Hon var verksam som textilkonstnär och angavs formellt ha varit "sömmerska". Hon är i konsthistorien känd för sina broderade bilder med berättelsemotiv, av vilka ett tiotal är bevarade, de flesta tillverkade 1838–1849. Många av dem har bröllopsmotiv. Hennes stil med de naturalistiska motiven anses vara personligt influerad och är huvudsakligen i blått på vit botten, men även i rött och gult. Denna typ av berättande bilder var ovanliga inom den folkliga textilkonsten, och hon signerade dessutom sina verk, något som också var ovanligt bland folkkonstnärerna.